# Colleen Kay Hutchins
Colleen Kay Hutchins (23 mai 1926 - 24 mars 2010) est couronnée Miss America en 1952, après avoir été élue reine de l'université Brigham Young de Provo, dans l'Utah, en 1947, puis Miss Utah (en), en 1952.

## Source de la traduction
- (en) Cet article est partiellement ou en totalité issu de l’article de Wikipédia en anglais intitulé « Colleen Kay Hutchins » (voir la liste des auteurs).